# 阿部剣友
阿部 剣友（あべ けんゆう、2002年5月17日 - ）は、北海道北斗市出身の元プロ野球選手（投手）。左投左打。プロでは育成選手であった。
身長200cmは日本人選手としては馬場正平（ジャイアント馬場）、同期入団の秋広優人と並んで歴代最長身。

## 経歴

### プロ入り前
北斗市立大野小学校3年生の時に軟式野球を始め、北斗市立大野中学校時代は軟式野球部に所属していた。
札幌大谷高等学校では1年秋に明治神宮野球大会に出場し優勝。2年春には第91回選抜高等学校野球大会に出場し、2回戦の明豊高等学校戦で先発し3回を1安打無失点に抑えるも、後続の投手が打たれチームは敗れた。
2020年10月26日に行われたプロ野球ドラフト会議において、読売ジャイアンツより育成ドラフト8位で指名を受け、11月22日に支度金300万円、年俸360万円（推定）で仮契約を結んだ。背番号は長身左腕のレジェンドであるランディ・ジョンソンの51に0を足した051。

### プロ入り後
プロ入り後は1年目の2021年から3年目の2023年まで二軍（イースタン・リーグ）でも登板がなく、2023年10月5日に戦力外通告を受けた。

### 巨人退団後
戦力外通告を受けた後、高校時代から進路の選択肢にあった航空自衛隊の入隊試験を受験した。社会人野球・航空自衛隊千歳でのプレーを目標にしており、地元の北斗市でトレーニングを行っている。その後航空自衛隊の入隊試験に合格し、入隊。入隊後の2024年4月から約3ヶ月間は埼玉県で訓練を積み、その後航空自衛隊千歳基地の野球部に入部し、背番号も巨人時代から一桁減った51を背負う。同年9月28日、テレビ番組『EXITのアヤシイTV アチ〜の見つけました!』「航空自衛隊千歳基地に潜入! 食堂・寮・基地内部に迫る!」に出演した。

## 選手としての特徴
身長200cmの長身から投げ下ろすスリークォーター左腕。ストレートの最速は142km/h。

## 詳細情報

### 年度別投手成績
- 一軍公式戦出場なし

### 背番号
- 051（2021年 - 2023年）